# Bas-hauban

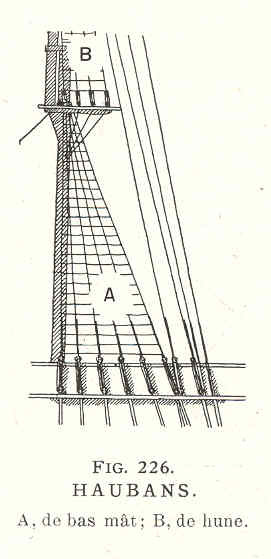
Bas-hauban sur un vieux gréement (n° A sous la hune)

Les bas-haubans sont des haubans latéraux dont le point d'attache est situé à peu près au milieu du mât et qui contribuent à empêcher le cintrage de ce dernier,. Il est comparable au bas-étai.

Bas-hauban sur un gréement moderne (n°10)